# Spike Jonze
Spike Jonze (uttalas som "Jones", IPA: /dʒoʊnz/), ursprungligen Adam Spiegel, född 22 oktober 1969 i New York, är en amerikansk film- och musikvideoregissör.

## Biografi

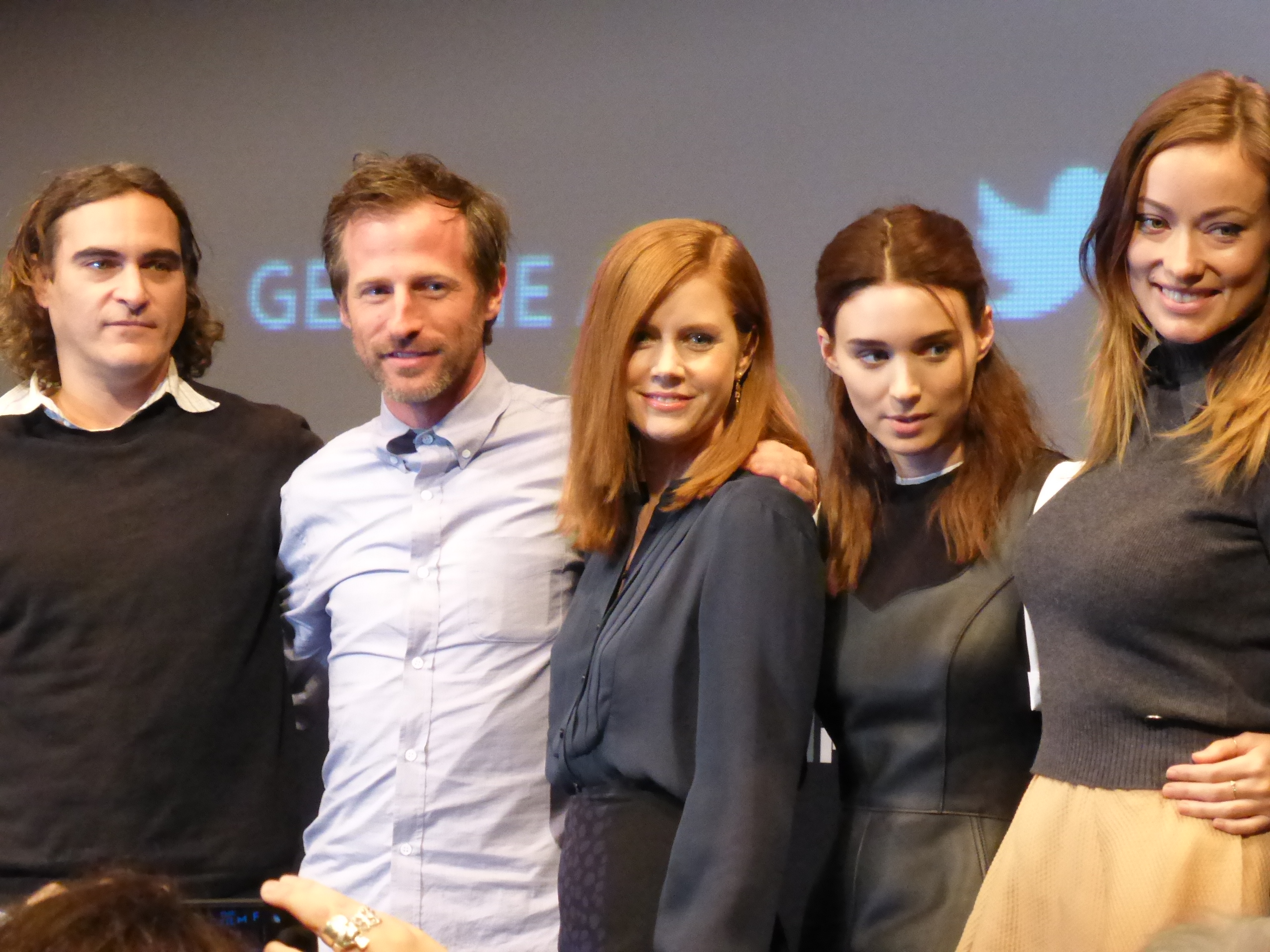
Spike Jonze tillsammans med ensemblen från Her vid premiären på New York Film Festival 2013. Från vänster: Joaquin Phoenix, Spike Jonze, Amy Adams, Rooney Mara och Olivia Wilde.

Spike Jonze gjorde under 1990-talet sig känd för att ha legat bakom originella musikvideor, bland annat åt Björk, Beastie Boys, Daft Punk och Fatboy Slim. På senare år gick Spike Jonze över till att regissera filmer; bland de mest kända kan nämnas I huvudet på John Malkovich (1999) och Adaptation (2002). Som skådespelare har han medverkat i Three Kings (1999).
Vid Oscarsgalan 2000 nominerades Jonze för Bästa regi för sitt arbete med I huvudet på John Malkovich. 2003 tilldelades han Silverbjörnen på Filmfestivalen i Berlin för Adaptation.. Vid Oscarsgalan 2014 vann han pris i kategorin Bästa originalmanus för manusarbetet med Her (2013).
Han har även producerat skateboardfilmer och är delägare i skateboardföretaget Girl Skateboards tillsammans med Rick Howard och Mike Carroll. Han var även en av skaparna av samt exekutiv producent för MTV:s Jackass.
Spike Jonze var under åren 1999–2003 gift med regissören Sofia Coppola.

## Filmografi (urval)
- 1997 – The Game (filmroll)
- 1999 – I huvudet på John Malkovich (regi och filmroll)
- 1999 – Three Kings (filmroll)
- 2001 – Human Nature (produktion)
- 2002 – Jackass: The Movie (produktion)
- 2002 – Adaptation (regi)
- 2006 – Jackass: Number Two (produktion)
- 2008 – Synecdoche, New York (produktion)
- 2009 – Till vildingarnas land (regi, manus och röstroll)
- 2010 – Jackass 3D (produktion)
- 2011 – Moneyball (filmroll)
- 2013 – Her (regi, manus, produktion och röstroll)
- 2013 – Jackass: Bad Grandpa (manus, produktion och filmroll)
- 2013 – The Wolf of Wall Street (filmroll)

### Musikvideor
Alfabetisk lista över musikvideor regisserade av Spike Jonze:
- "100%" by Sonic Youth (1992)
- "All About Eve" - Marxman (1994)
- "Big Brat" - Phantom Planet (2003)
- "Buddy Holly" - Weezer (1994)
- "California" - Wax (1995)
- "Cannonball" - The Breeders (1993)
- "Car Song" - Elastica (1995)
- "Country At War" - X (1993)
- "Crush with Eyeliner" - R.E.M. (1995)
- "Da Funk" - Daft Punk (1997)
- "Daughter of the Kaos" - Luscious Jackson (1993)
- "Days" - Blind (1992)
- "Ditch Digger" - Rocket From the Crypt (1994)
- "Divine Hammer" - The Breeders (1994)
- "Drop" - Pharcyde (1996)
- "Electrobank" - The Chemical Brothers (1997)
- "Electrolite" by R.E.M. (1997)
- "Feel the Pain" - Dinosaur Jr. (1994)
- "Freedom of '76" - Ween (1995)
- "Get Back" - Ludacris (2004)
- "Hang On" - Teenage Fanclub (1993)
- "High in High School" - Chainsaw Kittens (1993)
- "Home" - Sean Lennon (1998)
- "Island in the Sun" - Weezer (2000)
- "I Can't Stop Smiling" - Velocity Girl (1994)
- "If I Only Had a Brain" - MC 900 Ft. Jesus (1994)
- "It's All About the Benjamins (rock version)" - Puff Daddy (1997)
- "It's In Our Hands" - Björk (2002)
- "It's Oh So Quiet" - Björk (1995)
- "Liberty Calls" - Mike Watt (1997)
- "Old Timer" - That Dog (1994)
- "Praise You" - Fatboy Slim (1998)
- "Ricky's Theme" - Beastie Boys (1994)
- "Root Down (version 2)" - Beastie Boys (1998)
- "Sabotage" - Beastie Boys (1994) (även manus)
- "Shady Lane" - Pavement (1997)
- "Sky's the Limit" - Notorious B.I.G. (1997)
- "Sure Shot" - Beastie Boys (1994)
- "The Diamond Sea" - Sonic Youth (1995)
- "The Rockefeller Skank (version 1)" - Fatboy Slim (1998)
- "Time For Livin'" - Beastie Boys (1993)
- "Triumph Of A Heart" - Björk (2005)
- "Undone (The Sweater Song)" - Weezer (1994)
- "Weapon of Choice" - Fatboy Slim (2000)
- "What's Up, Fatlip?" - Fatlip (2000)
- "Who Is Next?" - Wax (1995)
- "Wonderboy" - Tenacious D (2000)
- "Y Control" - Yeah Yeah Yeahs (2004)

#### Skateboardvideos
- Rubbish Heap för SMA World Industries (1989)
- Two World Industries Men för SMA World Industries (1989)
- Video Days för Blind (1991)
- Goldfish (1993)
- Mouse (1996)
- The Chocolate Tour (1999)
- Yeah Right! (2003)
- Hot Chocolate!  (2004)
- The Krooked Chronicles (2006)
- Fully Flared för Lakai (2007)
- Final Flare för Mark (2008)
- Pretty Sweet för Girl (2012)